# جیمز مک‌تیگو
جیمز مک‌تیگو (انگلیسی: James McTeigue؛ زاده ۲۹ دسامبر ۱۹۶۷)، کارگردان استرالیایی است. وی به عنوان دستیار کارگردان در بسیاری از فیلم‌ها، از جمله شهر تاریک (۱۹۹۸)، مجموعه ماتریکس (۱۹۹۹–۲۰۰۳) و جنگ ستارگان اپیزود دوم: حمله کلون‌ها (۲۰۰۲) حضور داشته، و با اولین ساخته خود، وی مثل وندتا در سال ۲۰۰۵ میلادی به شهرت رسید. پس‌از وی مثل وندتا او در سه فیلم تهاجم، نینجای آدمکش، و حسی؛ به عنوان کارگردان با واچوفسکی‌ها همکاری کرد.